# Île Ulak
L'île Ulak (en aléoute : Yuulax̂)  est une île du groupe des Îles Andreanof appartenant aux îles Aléoutiennes en Alaska (États-Unis).
Elle se situe à 6 km au nord-est de l'île Amatignak.